# Sandby (Mörbylånga)

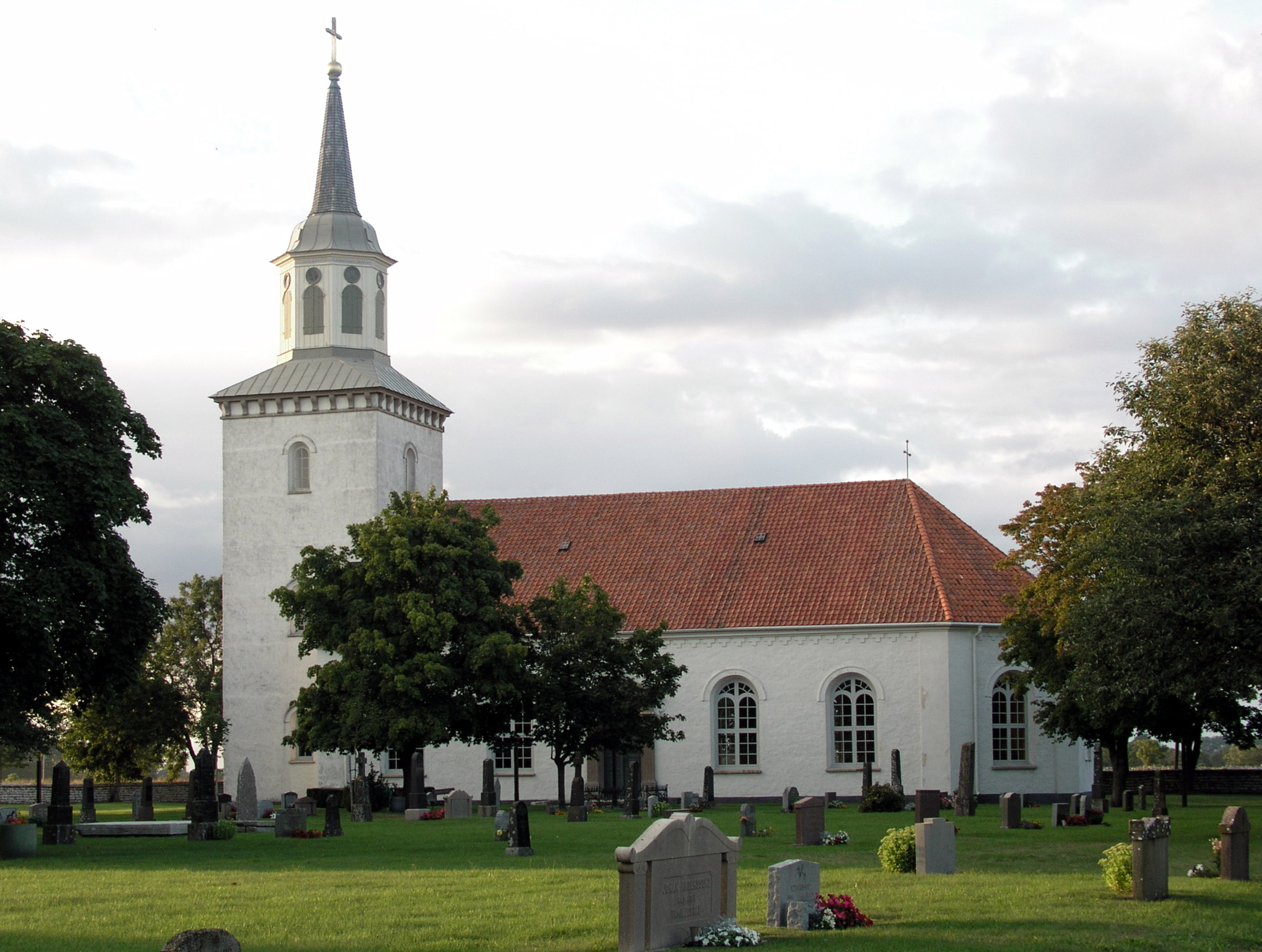
Kirche von Sandby

Sandby ist ein zur Gemeinde Mörbylånga gehörendes Dorf auf der schwedischen Ostseeinsel Öland.
Das weniger als 50 Einwohner (Stand 2005) zählende Dorf liegt östlich der auf der Ostseite der Insel entlang führenden Landstraße, südlich von Gårdby.
In der Nähe der aus dem 19. Jahrhundert stammenden Kirche von Sandby stehen zwei große mit Ornamenten versehene Runensteine. Östlich der Kirche markiert eine Steinsetzung in der Form eines Patriarchenkreuzes die Fundstelle eines Steinkreuzes. Etwa drei Kilometer südlich des Dorfes befindet sich in der Nähe der Ostseeküste die jedoch stark zerstörte Fluchtburg Sandby borg.